# Löptid
Denna artikel handlar om löptid för lån. För katter och hundar, se brunst
Löptid är den avtalade tid som ett skuldebrev löper med givna villkor. Oftast menas den tid lån har fast ränta. 
Det löper från att det tas tills det förfaller.
Begreppet förekommer för penninglån med ett avtalat förfallodatum, till exempel banklån och obligationer.
Det förekommer däremot inte för räntefria skulder, som kundfordringar, eller lån med varierande ränta, som kreditkortsskulder.
Termen förekommer även i samband med derivat. Till exempel optioner förfaller till inlösen.
Dess löptid är då mellan utgivning och inlösen.
Återstående löptid är den tid som är kvar på ett pågående lån eller derivat innan det förfaller.